# Die Kleinen und die Bösen
Die Kleinen und die Bösen (Els petits i els dolents) és el segon disc del grup alemany de música electrònica Deutsch-Amerikanische Freundschaft. Fou publicat el 1980 al segell Mute Records.
Després de la sortida del baixista Michael Kemner, els quatre membres restants (ja amb Gabi Delgado una altra vegada al si del grup) van fer una sèrie de concerts a Anglaterra, per enregistrar posteriorment el seu primer senzill -"Kebabträume"- i el seu segon disc, "Die Kleinen und die Bösen". Musicalment té un estil semblant al del primer àlbum, amb cançons deutores de l'energia del punk (com "Essen dann schlafen" o "Nachtarbeit") i plenes d'efectes sonors electrònics i industrials, que en les peces més lentes ("Gewalt", "Osten währt am längsten") adquireixen especial importància.
El retorn de Gabi Delgado va plasmar-se en el toc que donà amb la seva veu i les seves lletres a les cançons, que en alguns casos ja començaven a mostrar textos polèmics ("Die lustigen Stiefel", "Das ist Liebe"). També s'hi inclou una versió del tema "Die fesche Lola", que fou originàriament interpretat per Marlene Dietrich a la pel·lícula "Der blaue Engel" (L'àngel blau); a més, el tema "Y la gracia" és una espècie de versió de La Bamba, el gran èxit del grup Los Lobos.
Les primeres vuit cançons foren enregistrades a l'estudi de Conny Plank; la resta estan extretes d'un concert que DAF van fer a la sala "Electric Ballroom".
Després de l'edició del disc, la sortida del teclista Chrislo Haas i del guitarrista Wolfgang Spelmans van deixar el grup reduït a duet, la formació amb què van conèixer la fama a partir de l'edició del seu següent àlbum.

## CD Stumm 1
1. Osten währt am längsten (L'est és el millor) (5,45)
2. Essen dann schlafen (Menjar aleshores dormir) (1,06)
3. Co co pino (3,25)
4. Kinderfunk (Funk infantil) (3,02)
5. Nachtarbeit (Treball nocturn) (1,53)
6. Ich gebe dir ein Stück von mir (Et dono una part de mi) (1,41)
7. De Panne (2,34)
8. Gewalt (Violència) (1,24)
9. Gib's mir (Dona-m'ho) (1,01)
10. Auf Wiedersehen (A reveure) (2,03)
11. Das ist Liebe (Això és amor) (1,18)
12. Was ist eine Welle (Què és una ona) (1,15)
13. Anzufassen und anzufassen (De tocar i de tocar) (1,44)
14. Volkstanz (El ball del poble) (0,48)
15. Die lustigen Stiefel (Les botes divertides) (1,49)
16. Die Kleinen und die Bösen (Els petits i els dolents) (1,05)
17. Die fesche Lola (Lola l'eixerida) (1,41)
18. El Basilon (El vacileta) (2,52)
19. Y la gracia (I la gràcia) (2,03)

## Dades
- DAF són:

Gabi Delgado: Veu.
Robert Görl: Bateria, seqüenciador, sintetitzador, veu.
Chrislo Haas: Sintetitzador, seqüenciador, baix, saxòfon, cintes.
Wolfgang Spelmans: Guitarra.
- Temes escrits per DAF excepte "Die fesche Lola" (F.Holländer/R.Liebmann).
- Textos: Gabi Delgado, excepte "Ich gebe dir ein Stück von mir" (Görl/Delgado).
- Produït per DAF.
- Enginyer de so: Conny Plank.
- Portada: R. Görl, F. Fenstermacher, S. Grant.